# Aaron Allston
Pour les articles homonymes, voir Allston.
Œuvres principales
- Série Les X-Wings

Aaron Allston, né le 8 décembre 1960 à Corsicana au Texas et mort le 27 février 2014 à Springfield dans le Missouri, est un auteur américain spécialisé en science-fiction.

## Biographie
Auteur de romans de science-fiction à succès, Aaron Allston commence à écrire à l'âge de onze ans. Il achève sa première nouvelle à quatorze ans et son premier roman à seize. Bachelier à Denton, il part poursuivre ses études à Austin.
Il étudie le journalisme et se fait rapidement embaucher au Austin American-Statesman.
En 1980, il est engagé au Space Gamer Magazine, avant d'en devenir rédacteur en chef deux ans plus tard. Il débute alors en écrivant des suppléments à des jeux de rôle puis des romans se passant dans les univers des jeux.
Sa consécration en tant qu'auteur de science-fiction arrive notamment avec les romans de l'univers étendu de Star Wars.
Il vivait à Round Rock au Texas.

## Œuvres
(Liste non exhaustive)

### UniversStar Wars

#### SérieLes X-Wings
1. L'Escadron Spectre, Fleuve noir, coll. « Star Wars » no 28, 2000 ((en) Wraith Squadron, 1998)  (ISBN 2-265-06967-1)
2. Le Poing d'acier, Fleuve noir, coll. « Star Wars » no 30, 2000 ((en) Iron Fist, 1998)  (ISBN 2-265-06966-3)
3. Aux commandes : Yan Solo !, Fleuve noir, coll. « Star Wars » no 42, 2001 ((en) Solo Command, 1999)  (ISBN 2-265-07171-4)
4. Les Chasseurs stellaires d’Adumar, Fleuve noir, coll. « Star Wars » no 53, 2003 ((en) Starfighters of Adumar, 1999)  (ISBN 2-265-07611-2)
5. (en) Mercy Kill, 2012

#### SérieLe Nouvel Ordre Jedi
1. Derrière les lignes ennemies I : Le Rêve rebelle, Fleuve noir, coll. « Star Wars » no 58, 2003 ((en) Enemy lines I: Rebel Dream, 2002)  (ISBN 2-265-06932-9)
2. Derrière les lignes ennemies II : La Résistance rebelle, Fleuve noir, coll. « Star Wars » no 59, 2004 ((en) Enemy lines II: Rebel Stand, 2002)  (ISBN 2-265-06933-7)

#### SérieL'Héritage de la Force
1. Trahison, Fleuve noir, coll. « Star Wars » no 88, 2008 ((en) Betrayal, 2006)  (ISBN 978-2-265-08655-5)
2. Exil, Fleuve noir, coll. « Star Wars » no 97, 2009 ((en) Exile, 2007)  (ISBN 978-2-265-08773-6)
3. Fureur, Fleuve noir, coll. « Star Wars » no 102, 2010 ((en) Fury, 2007)  (ISBN 978-2-265-08777-4)

#### SérieLe Destin des Jedi
1. Proscrit, Pocket, coll. « Star Wars » no 117, 2013 ((en) Outcast, 2009)  (ISBN 978-2-266-22809-1)
2. Revers, Pocket, coll. « Star Wars » no 120, 2013 ((en) Backlash, 2010)  (ISBN 978-2-266-22812-1)
3. Jugement, Pocket, coll. « Star Wars » no 123, 2014 ((en) Conviction, 2011)  (ISBN 978-2-266-22815-2)